# 圣瓦勒里
圣瓦勒里（法語：Saint-Valery，法語發音：[sɛ̃ valʁi]）是法国瓦兹省的一个市镇，属于博韦区。

## 地理
圣瓦勒里（49°43'34"N, 1°44'4"E）面积4.52 平方千米，位于法国上法蘭西大區瓦兹省，该省份为法国北部内陆省份，北起索姆省，西接厄尔省和滨海塞纳省，南至塞纳-马恩省和瓦兹河谷省，东临埃纳省。
与圣瓦勒里接壤的市镇（或旧市镇、城区）包括：欧马勒、拉努瓦屈耶尔、欧德里库尔。

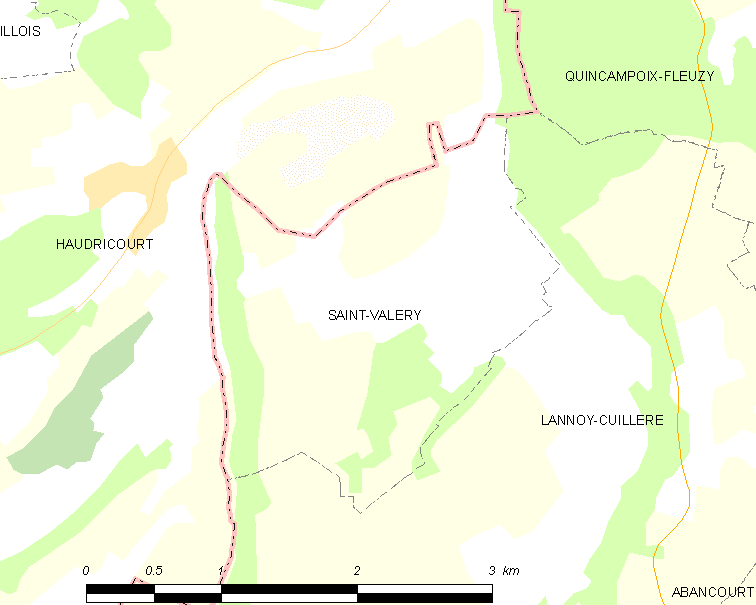
圣瓦勒里的OSM定位图

圣瓦勒里的时区为UTC+01:00、UTC+02:00（夏令时）。

## 行政
圣瓦勒里的邮政编码为60220，INSEE市镇编码为60602。

## 政治
圣瓦勒里所属的省级选区为格朗维利耶县。

## 人口

1962-2008年间圣瓦勒里人口变化图示

圣瓦勒里于2022年1月1日时的人口数量为54人。